# Англійське чаювання
Англійське чаювання (англ. five o'clock tea) — народна англійська традиція пити чай о 17:00. Пити чай в Англії було популярно ще в XVI столітті, але традиція з'явилася лише на початку XIX століття.

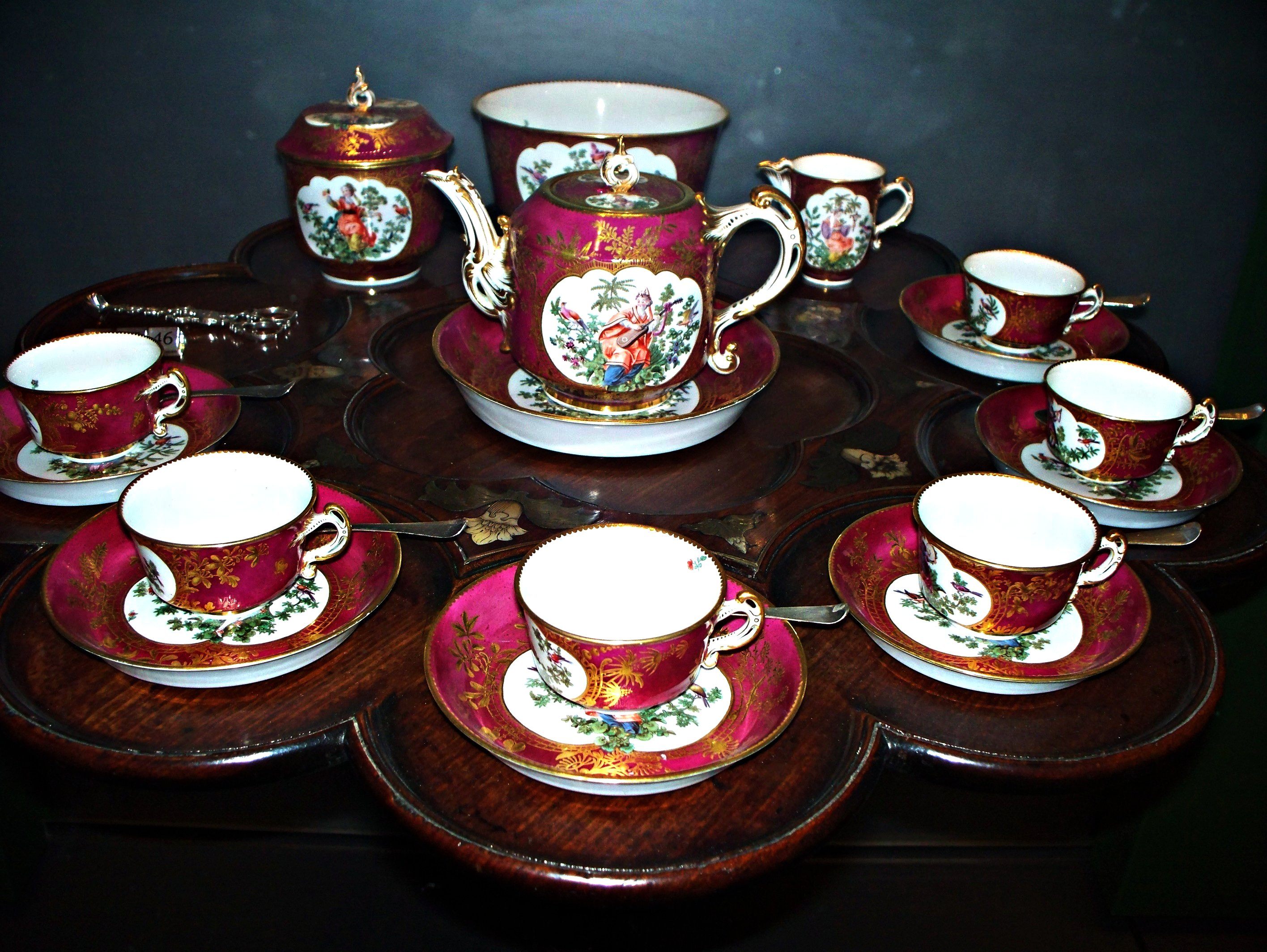
Англійський сервіз XVIII століття

## Історія

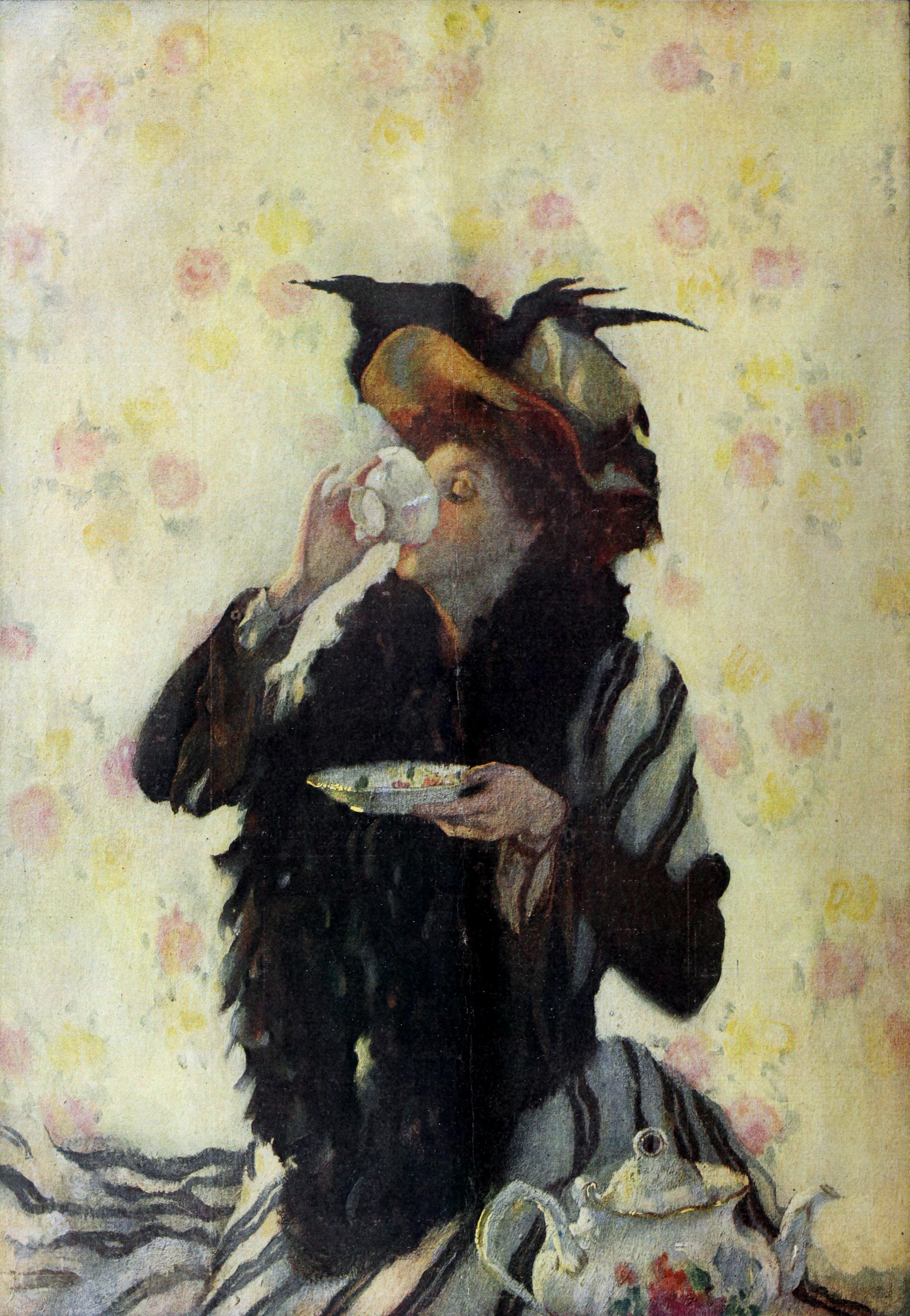
«Чашка чаю», автор Ліліан Уесткотт

В Англії традицію пити чай популяризувала королева Катерина Браганса, запозичивши її з Португалії.

Традицію, пити чай о 17:00, в свій час створила герцогиня Бетфорда Анна Рассел в 1840 році. Це було спричинено тим, що в Англії, час між другим сніданком(13–14:00) і обідом (19–20:00) був занадто довгий і люди починали відчувати голод. Анна Рассел вирішила, що між ними можна зробити легкий перекус і попити чаю. Вона скликала до себе родичів і друзів, що б разом попити чаю й поговорити. А ті в свою чергу несли цю звичку своїм знайомим. Спочатку чаювання о 17:00 було звичаєм аристократів, але потім поширилося й на звичайних людей.

## Правила чаювання

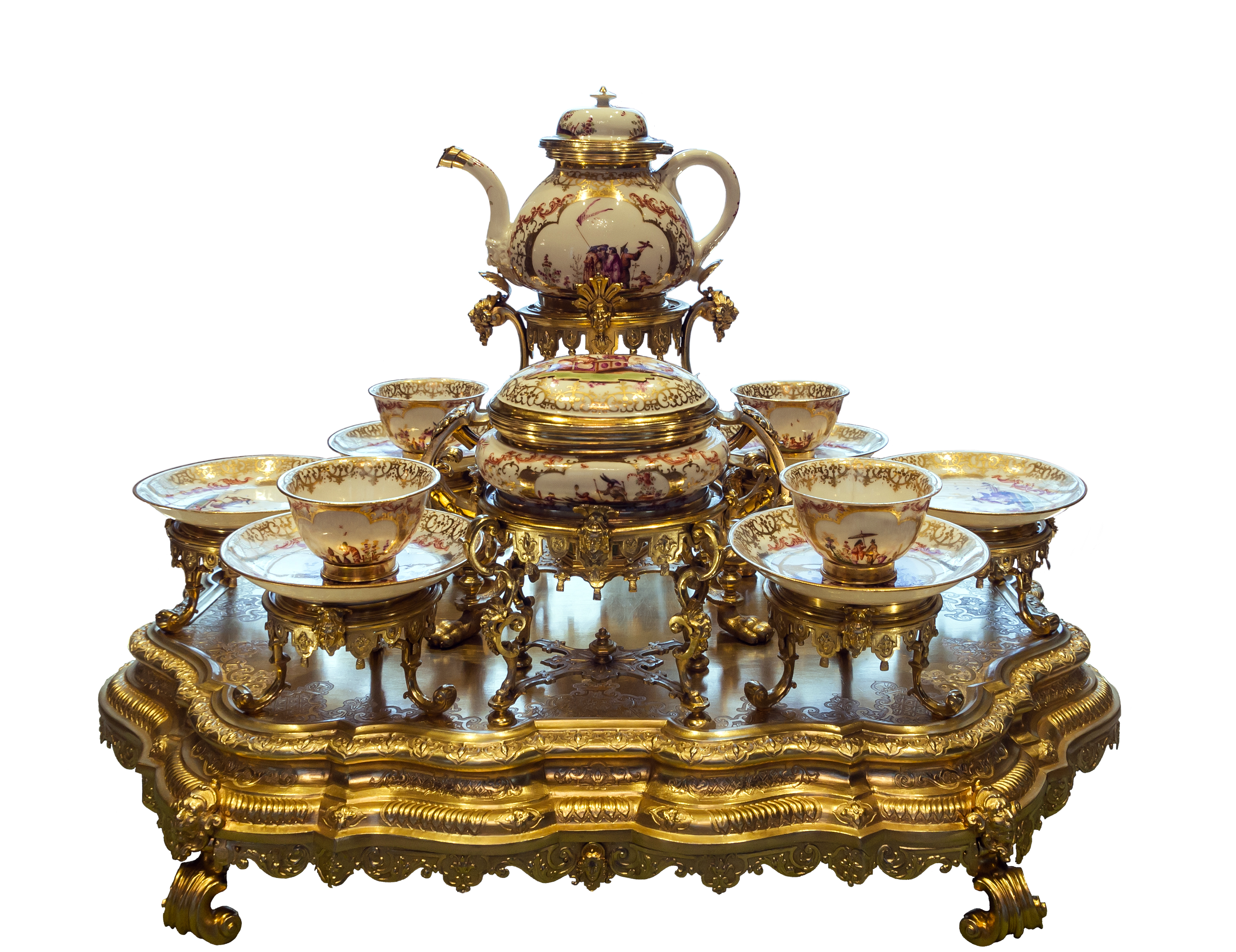
Чайний сервіз

Англійське чаювання — це не просто перекус з чаєм. Протягом років ця традиція набула своїх правил і етикету, яку повинні обов'язково дотримуватися під час чаювання.
Спочатку йде приготування до чаювання:
- Ставлять невеличкий столик, бажано, біля каміну у вітальні, вкривають його скатертиною якогось світлого кольору, на столик можна поставити вазу з квітами (квіти теж повинні мати світлий відтінок аби гармонійно поєднуватися з кольором скатертини). Також на столик виставляють чайні прибори і посуд (чашки, блюдечка, чайники, цукорниці, щипці для цукру, чайні ложечки, глечики з молоком і т. д.). Чайний посуд обов'язково повинен бути з одного сервізу.

Потім вже починається сама церемонія чаювання:
- Коли усі гості зібралися, на стіл ставлять різні закуски до чаю. Це можуть бути різні тістечка, бутерброди, тости з різними джемами, печиво, бісквіти, торти і т. д.
- Гостям на вибір пропонують декілька різних сортів чаю (переважно від 5 до 10).
- Чай готують теж по особливому:

1. Спочатку чайник розігрівають невеликою кількістю окропу.
2. Потім насипають чай в чайник і заливають окропом.
3. Дають чаю заваритися декілька хвилин, а тим часом наливають молоко в чашку.
4. І тільки тепер додають чай в чашку.

Приготування завершені.

## Чайний етикет
Якщо ви вже знаєте як підготувати кімнату і приготувати чай за всіма традиціями англійського чаювання о 17:00, то саме час розповісти про ще декілька деталей пов'язаних з цією церемонією:
- За правилами кожен гість повертає чашку так, щоб ручка знаходилася з лівого боку і саме тоді по чашках розливається чай. Окріп доливається один раз, потім заварюється по-новій.
- Аби правильно тримати чашку, потрібно взяти її за ручку подушечками великого і вказівного пальців. Середній палець зігнутий і знаходиться під ручкою, мізинець і безіменний притиснуті до середини долоні.
- Якщо ви сіли за обідній стіл, то під час пиття блюдце залишається на столі, якщо за низький столик, то його піднімають разом з чашкою.
- Якщо ви п'єте чай з лимоном, тоді, в чашку спочатку кидають лимон, а потім додають цукор. Потім ви тримаючи чашку у лівій руці, правою видавлюєте сік з лимона в чай, кладете лимон на блюдце, і тепер знову берете чашку в праву руку.
- Зазвичай, коли п'ють чай, то використовують рафінований цукор і користуючись щипцями для цукру кидаєте куби цукру в чай. Але якщо цукор пісочний, тоді в цукорниці є спільна ложка, якою гості кидають собі в чай цукор, а потім вже розмішують його кожен своєю ложкою.